# Ordre de Saint-Ferdinand et du mérite
Pour les articles homonymes, voir Ordre de Saint-Ferdinand.
L'ordre de Saint-Ferdinand et du mérite, ordre napolitain, fut créé le 1er avril 1800 par Ferdinand IV de Naples (Ferdinand Ier des Deux-Siciles), roi de Naples et de Sicile, en mémoire de son rétablissement sur le trône de Naples, et pour récompenser ceux qui avaient rendu d'importants services et fait preuve de fidélité au chef de la maison royale et à la famille royale. 
La décoration consiste en une croix d'orïormée de rayons et de fleurs de lis, ayant au centre l’image de saint Ferdinand avec la légende Fidei et Merito. Le cordon est bleu avec un liséré ponceau.
Les statuts furent réformés en 1810.

## Grades et insignes
L'ordre est divisé en trois grades :
- chevaliers grand-croix ;
- chevaliers commandeur ;
- chevalier.

|           |            |             |
| Chevalier | Commandeur | Grand-croix |

Deux médailles sont également décernées par le grand maître : une d'or et une d'argent.
Le ruban est bleu ourlé de rouge foncé.

## Récipiendaires
- Lord Nelson
- Louis-Philippe Ier (roi des Français)
- Joseph Radetzky
- George IV du Royaume-Uni
- Albert de Saxe-Cobourg-Gotha
- François IV de Modène
- François II des Deux-Siciles
- Ferdinand Ier d'Autriche
- Ferdinand II des Deux-Siciles
- François Ier des Deux-Siciles
- Léopold Ier (roi des Belges)
- Léopold II (roi des Belges)
- Heinrich Johann de Bellegarde
- Karl Philipp de Schwarzenberg
- Louis Charles Victor de Riquet de Caraman
- Sir Thomas Reade
- Comte Roger de Damas
- Charles de Mesnard (1769-1842)

## Sources
- Marie-Nicolas Bouillet  et Alexis Chassang (dir.), « Ordre de Saint-Ferdinand et du mérite » dans Dictionnaire universel d’histoire et de géographie, 1878 (lire sur Wikisource)